# Modena Football Club 2002-2003
Questa voce raccoglie le informazioni riguardanti il Modena Football Club nelle competizioni ufficiali della stagione 2002-2003.

## Stagione
Nella stagione 2002-2003 il primo campionato in A dopo trentotto anni del Modena, sempre allenato da Gianni De Biasi, si è chiuso con il raggiungimento della salvezza: decisiva si è rivelata la classifica avulsa che ha premiato i gialloblu, lasciando l'Atalanta e la Reggina a giocarsi lo spareggio. Il 22 settembre, nella terza giornata di campionato, gli emiliani hanno inflitto un memorabile (1-2) alla Roma (all'Olimpico) dopo essere passati in svantaggio. I tifosi dei "Canarini" sono stati tra i più numerosi in trasferta durante l'intero campionato, con il picco toccato nella partita giocata a Bologna e persa (3-0), con oltre diecimila modenesi al seguito. Con otto reti segnate in campionato Giuseppe Sculli è risultato il miglior marcatore del Modena. Nella Coppa Italia i gialloblù entrano in scena nel secondo turno, ma sono subito estromessi dalla Reggina.

## Divise e sponsor
Il fornitore di materiale tecnico per la stagione 2002-2003 fu Erreà, mentre lo sponsor ufficiale fu Immergas.
| 1ª divisa | 2ª divisa | 3ª divisa |

## Organigramma societario
Area direttiva
- Presidente: Romano Amadei
- Vice-presidenti: Fulvio Martini e Doriano Tosi
- Direttore generale: Doriano Tosi
- Responsabile area marketing: Massimo Pecchini
- Responsabile commerciale: Luca Righi Riva
- Direttore sportivo: Poerio Mascella
- Team Manager: Marco Montepietra
- Responsabile settore giovanile: Umberto Coppelli
- Ufficio stampa: Massimo Pecchini e Stefano Romani
- Segretaria generale: Roberta Garaldi
- Segretario sportivo: Stefano Casolari

Area tecnica
- Allenatore: Gianni De Biasi
- Allenatore in 2ª: Igor Charalambopoulos
- Preparatore dei portieri: Vinicio Bisioli
- Allenatore Primavera: Maurizio Galantini
- Preparatore atletico: Paolo Artico

Area sanitaria
- Medici sociali: Claudio Gavioli, Marco Monteleone e Francesco Sala
- Massaggiatore: Riccardo Baracchi, Giovanni Barberini e Corrado Pizzarotti

## Rosa
| N. |                    | Ruolo | Calciatore                  |
| -- | ------------------ | ----- | --------------------------- |
| 2  | Italia (bandiera)  | A     | Giuseppe Sculli             |
| 3  | Italia (bandiera)  | D     | Jacopo Balestri (I)         |
| 4  | Italia (bandiera)  | C     | Paolo Ponzo                 |
| 5  | Italia (bandiera)  | D     | Mauro Mayer (vice-capitano) |
| 6  | Italia (bandiera)  | D     | Luca Ungari                 |
| 7  | Italia (bandiera)  | C     | Omar Milanetto              |
| 8  | Italia (bandiera)  | C     | Marcello Albino             |
| 9  | Italia (bandiera)  | C     | Giacomo Ferrari             |
| 10 | Italia (bandiera)  | C     | Rubens Pasino               |
| 11 | Italia (bandiera)  | A     | Andrea Fabbrini             |
| 15 | Senegal (bandiera) | A     | Diomansy Kamara             |
| 16 | Italia (bandiera)  | D     | Simone Pavan                |
| 18 | Italia (bandiera)  | C     | Stefano Mauri               |

| N. |                       | Ruolo | Calciatore                |
| -- | --------------------- | ----- | ------------------------- |
| 19 | Italia (bandiera)     | A     | Carlo Taldo               |
| 20 | Italia (bandiera)     | D     | Marco Zamboni             |
| 20 | Italia (bandiera)     | A     | Fabio Vignaroli           |
| 21 | Italia (bandiera)     | C     | Giuseppe Colucci          |
| 22 | Italia (bandiera)     | P     | Marco Ballotta (capitano) |
| 23 | Italia (bandiera)     | D     | Andrea Quaglia            |
| 25 | Italia (bandiera)     | C     | Nicola Campedelli         |
| 28 | Italia (bandiera)     | P     | Adriano Zancopè           |
| 29 | San Marino (bandiera) | D     | Roberto Cevoli            |
| 35 | Italia (bandiera)     | D     | Emiliano Moretti          |
| 53 | Italia (bandiera)     | C     | Antonio Marasco           |
| 77 | Italia (bandiera)     | C     | Massimo Scoponi           |

## Risultati

### Serie A

#### Girone di andata
| Arbitro: | Dondarini (Finale Emilia) |

|          |           |                                     |
| Dabo 90’ | Marcatori | 13’ G. Colucci 39’ Kamara 76’ Mauri |

| Arbitro: | De Santis (Tivoli) |

|  |           |                               |
|  | Marcatori | 17’, 90’ F. Inzaghi 54’ Šimić |

| Arbitro: | Farina (Novi Ligure) |

|                 |           |                                 |
| Totti 5’ (rig.) | Marcatori | 45’ (rig.) Milanetto 78’ Sculli |

| Arbitro: | Rizzoli (Bologna) |

|                 |           |                     |
| Sculli 27’, 53’ | Marcatori | 63’ (rig.) Ferrante |

| Arbitro: | Gabriele (Frosinone) |

|                                       |           |  |
| D. Franceschini 32’ Corini 47’ (rig.) | Marcatori |  |

| Arbitro: | Rodomonti (Teramo) |

|                         |           |          |
| Fabbrini 67’ Kamara 85’ | Marcatori | 41’ Mutu |

| Arbitro: | Gabriele (Frosinone) |

|                               |           |  |
| Zé Maria 6’ (rig.) Rezaei 29’ | Marcatori |  |

| Arbitro: | Racalbuto (Gallarate) |

|  |           |               |
|  | Marcatori | 74’ Del Piero |

| Arbitro: | Rodomonti (Teramo) |

|  |           |            |
|  | Marcatori | 80’ Pasino |

| Arbitro: | Ayroldi (Molfetta) |

|                      |           |  |
| Milanetto 33’ (rig.) | Marcatori |  |

| Arbitro: | Trentalange (Torino) |

|                                         |           |  |
| Corradi 25’, 90’ C. López 31’ César 71’ | Marcatori |  |

| Arbitro: | Rosetti (Torino) |

|                                    |           |  |
| Locatelli 56’ Cruz 80’ Amoroso 81’ | Marcatori |  |

| Arbitro: | Dattilo (Locri) |

|            |           |                |
| Sculli 73’ | Marcatori | 88’ Bjelanović |

| Arbitro: | Rodomonti (Teramo) |

|            |           |  |
| Rocchi 84’ | Marcatori |  |

| Arbitro: | Treossi (Forlì) |

|  |           |           |
|  | Marcatori | 24’ Pinzi |

| Arbitro: | Gabriele (Frosinone) |

|                      |           |  |
| Recoba 6’ Crespo 22’ | Marcatori |  |

| Modena 19 gennaio 2003 17ª giornata | Modena            | 0 – 0 referto | Brescia | Stadio Alberto Braglia\| Arbitro: \| Saccani (Mantova) \| |
| Arbitro:                            | Saccani (Mantova) |               |         |                                                           |

#### Girone di ritorno
| Arbitro: | Rosetti (Torino) |

|  |           |                      |
|  | Marcatori | 35’ Dabo 85’ Pinardi |

| Arbitro: | Trefoloni (Siena) |

|                                 |           |               |
| Pirlo 77’ (rig.) F. Inzaghi 80’ | Marcatori | 90+1’ Scoponi |

| Arbitro: | Rosetti (Torino) |

|            |           |            |
| Kamara 42’ | Marcatori | 90’ Dellas |

| Arbitro: | De Santis (Tivoli) |

|                |           |               |
| Vergassola 65’ | Marcatori | 58’ Milanetto |

| Arbitro: | Rosetti (Torino) |

|            |           |  |
| Sculli 76’ | Marcatori |  |

| Arbitro: | Rodomonti (Teramo) |

|             |           |             |
| Adriano 26’ | Marcatori | 28’ Scoponi |

| Arbitro: | Trentalange (Torino) |

|                |           |            |
| G. Colucci 14’ | Marcatori | 34’ Vryzas |

| Arbitro: | Morganti (Ascoli Piceno) |

|                               |           |  |
| Nedvěd 54’, 83’ Trezeguet 85’ | Marcatori |  |

| Arbitro: | Pellegrino (Barcellona Pozzo di Gotto) |

|                            |           |               |
| J. Balestri 61’ Sculli 89’ | Marcatori | 90+4’ Savoldi |

| Arbitro: | Trentalange (Torino) |

|                                       |           |                                                |
| E. Di Francesco 8’, 66’ Maresca 90+1’ | Marcatori | 24’ (rig.), 26’ (rig.) Milanetto 85’ Vignaroli |

| Modena 13 aprile 2003 28ª giornata | Modena            | 0 – 0 referto | Lazio | Stadio Alberto Braglia\| Arbitro: \| Messina (Bergamo) \| |
| Arbitro:                           | Messina (Bergamo) |               |       |                                                           |

| Arbitro: | Collina (Viareggio) |

|                            |           |                  |
| Kamara 13’ Sculli 73’, 86’ | Marcatori | 20’, 46’ Signori |

| Como 27 aprile 2003 30ª giornata | Como           | 0 – 0 referto | Modena | Stadio Giuseppe Sinigaglia\| Arbitro: \| Pieri (Genova) \| |
| Arbitro:                         | Pieri (Genova) |               |        |                                                            |

| Arbitro: | Racalbuto (Gallarate) |

|                |           |               |
| G. Colucci 39’ | Marcatori | 57’ Di Natale |

| Arbitro: | Rosetti (Torino) |

|                              |           |            |
| Pizarro 43’ (rig.) Muzzi 62’ | Marcatori | 40’ Kamara |

| Arbitro: | Treossi (Forlì) |

|  |           |                             |
|  | Marcatori | 28’ (aut.) Pavan 36’ Kallon |

| Arbitro: | Dondarini (Finale Emilia) |

|                                |           |                             |
| A. Filippini 69’ R. Baggio 85’ | Marcatori | 4’ G. Colucci 20’ Vignaroli |

### Coppa Italia

#### Secondo turno
| Arbitro: | Pellegrino (Barcellona Pozzo di Gotto) |

|             |           |  |
| Cirillo 32’ | Marcatori |  |

| Arbitro: | Trefoloni (Siena) |

|                      |           |           |
| Kamara 30’ Taldo 42’ | Marcatori | 58’ Cozza |

## Statistiche

### Statistiche di squadra
| Competizione | Punti | In casa | In casa | In casa | In casa | In casa | In casa | In trasferta | In trasferta | In trasferta | In trasferta | In trasferta | In trasferta | Totale | Totale | Totale | Totale | Totale | Totale | DR  |
| Competizione | Punti | G       | V       | N       | P       | Gf      | Gs      | G            | V            | N            | P            | Gf           | Gs           | G      | V      | N      | P      | Gf     | Gs     | DR  |
| ------------ | ----- | ------- | ------- | ------- | ------- | ------- | ------- | ------------ | ------------ | ------------ | ------------ | ------------ | ------------ | ------ | ------ | ------ | ------ | ------ | ------ | --- |
| Serie A      | 38    | 17      | 6       | 6       | 5       | 15      | 18      | 17           | 3            | 5            | 9            | 15           | 30           | 34     | 9      | 11     | 14     | 30     | 48     | -18 |
| Coppa Italia |       | 1       | 1       | 0       | 0       | 2       | 1       | 1            | 0            | 0            | 1            | 0            | 1            | 2      | 1      | 0      | 1      | 2      | 2      | 0   |
| Totale       |       | 18      | 7       | 6       | 5       | 17      | 19      | 18           | 3            | 5            | 10           | 15           | 31           | 36     | 10     | 11     | 15     | 32     | 50     | -18 |

### Statistiche dei giocatori[7]
| Giocatore       | Serie A  | Serie A | Serie A     | Serie A    | Coppa Italia | Coppa Italia | Coppa Italia | Coppa Italia | Totale   | Totale | Totale      | Totale     |
| Giocatore       | Presenze | Reti    | Ammonizioni | Espulsioni | Presenze     | Reti         | Ammonizioni  | Espulsioni   | Presenze | Reti   | Ammonizioni | Espulsioni |
| --------------- | -------- | ------- | ----------- | ---------- | ------------ | ------------ | ------------ | ------------ | -------- | ------ | ----------- | ---------- |
| M. Albino       | 13       | 0       | 1           | 0          | 2            | 0            | 0            | 0            | 15       | 0      | 1           | 0          |
| J. Balestri (I) | 33       | 1       | 4           | 1          | 2            | 0            | 0            | 0            | 35       | 1      | 4           | 1          |
| M. Ballotta     | 34       | -48     | 1           | 0          | 0            | 0            | 0            | 0            | 34       | -48    | 1           | 0          |
| N. Campedelli   | 12       | 0       | 0           | 1          | 2            | 0            | 0            | 0            | 14       | 0      | 0           | 1          |
| R. Cevoli       | 30       | 0       | 8           | 2          | 1            | 0            | 0            | 0            | 31       | 0      | 8           | 2          |
| G. Colucci      | 31       | 4       | 2           | 0          | 1            | 0            | 0            | 0            | 32       | 4      | 2           | 0          |
| A. Fabbrini     | 21       | 1       | 2           | 0          | 2            | 0            | 0            | 0            | 23       | 1      | 2           | 0          |
| G. Ferrari      | 3        | 0       | 0           | 0          | 2            | 0            | 1            | 0            | 5        | 0      | 1           | 0          |
| D. Kamara       | 29       | 5       | 6           | 0          | 2            | 1            | 0            | 0            | 31       | 6      | 6           | 0          |
| A. Marasco      | 14       | 0       | 5           | 0          | 0            | 0            | 0            | 0            | 14       | 0      | 5           | 0          |
| S. Mauri        | 25       | 1       | 4           | 0          | 1            | 0            | 0            | 0            | 26       | 1      | 4           | 0          |
| M. Mayer        | 30       | 0       | 12          | 0          | 1            | 0            | 0            | 0            | 31       | 0      | 12          | 0          |
| O. Milanetto    | 32       | 5       | 7           | 1          | 1            | 0            | 0            | 0            | 33       | 5      | 7           | 1          |
| E. Moretti      | 9        | 0       | 1           | 0          | 0            | 0            | 0            | 0            | 9        | 0      | 1           | 0          |
| R. Pasino       | 8        | 1       | 0           | 0          | 1            | 0            | 0            | 0            | 9        | 1      | 0           | 0          |
| S. Pavan        | 22       | 0       | 6           | 0          | 1            | 0            | 1            | 0            | 23       | 0      | 7           | 0          |
| P. Ponzo        | 29       | 0       | 4           | 0          | 0            | 0            | 0            | 0            | 29       | 0      | 4           | 0          |
| A. Quaglia      | 1        | 0       | 0           | 0          | 0            | 0            | 0            | 0            | 1        | 0      | 0           | 0          |
| M. Scoponi      | 16       | 2       | 3           | 0          | 2            | 0            | 1            | 0            | 18       | 2      | 4           | 0          |
| G. Sculli       | 31       | 8       | 5           | 0          | 1            | 0            | 0            | 0            | 32       | 8      | 5           | 0          |
| C. Taldo        | 11       | 0       | 0           | 0          | 1            | 1            | 0            | 0            | 12       | 1      | 0           | 0          |
| L. Ungari       | 17       | 0       | 7           | 0          | 1            | 0            | 0            | 0            | 18       | 0      | 7           | 0          |
| F. Vignaroli    | 17       | 2       | 1           | 0          | 0            | 0            | 0            | 0            | 17       | 2      | 1           | 0          |
| M. Zamboni      | 5        | 0       | 1           | 0          | 2            | 0            | 1            | 0            | 7        | 0      | 2           | 0          |
| A. Zancopè      | 0        | 0       | 0           | 0          | 2            | -2           | 0            | 0            | 2        | -2     | 0           | 0          |